# Der IT-Rechts-Berater
Der IT-Rechts-Berater (ITRB) ist eine monatlich erscheinende Fachzeitschrift für die IT-rechtliche Beratungspraxis des Verlags Dr. Otto Schmidt, Köln. Er ging 2001 als Beraterzeitschrift aus dem seit 1998 bestehenden Informationsdienst CompterrechtIntern (CI) hervor und enthält kommentierte Gerichtsentscheidungen, Aufsätze und Kurzinformationen zum Computer-, Internet-, Telekommunikations- und Datenschutzrecht. Herausgeber ist Jochen Schneider. Das Abonnement umfasst ein Volltextarchiv. Frei zugänglich ist das Portal CRonline mit IT-rechtlichen Nachrichten, einem Expertenblog und einem zweiwöchentlichen Newsletter. Die Zeitschrift ist Bestandteil der Datenbank CR-online.

## Zitierweise
Auf einzelne Artikel verweist man durch Angabe des Kürzels „ITRB“, des Jahrgangs und der Seite. Bei Verweisen auf Gerichtsentscheidungen, die im ITRB abgedruckt worden sind, wird zusätzlich das Gericht genannt.